# پیاتزا
پیاتزا یک سرویس پرسش و پاسخ تحت وب است. می‌توان آن را به عنوان «ترکیب بین ویکی و فروم» توصیف کرد که می‌تواند به عنوان یک سیستم مدیریت یادگیری استفاده شود. ریشه کلمه پیاتزا از کلمه ایتالیایی پلازا (یک میدان مجبوب در ایتالیا که مردم در آنجا دور هم می‌آیند تا ایده‌ها و دانش خود را با دیگران به اشتراک بگذارند) مشتق شده‌است.